# Photedes albosuffusana
Photedes albosuffusana är en fjärilsart som beskrevs av Embrik Strand 1921. Photedes albosuffusana ingår i släktet Photedes och familjen nattflyn. Inga underarter finns listade i Catalogue of Life.